# Troféu Gralha Azul
Troféu Gralha Azul é a principal premiação parananese, concedida anualmente para a classe artística teatral, participando também, técnicos e produtores profissionais.

## História
Criado em 1974 pela APATEDEP (Associação Profissional dos Artistas e Técnicos em Espetáculos de Diversões no Estado do Paraná) com a denominação de Troféu APATEDEP - "Máscaras do Teatro". Em 1975 houve a troca de nome, passando a ser conhecido por "Troféu Gralha Azul" como homenagem a ave símbolo do Paraná. De 1974 a 1978 a APATEDEP administrou a premiação, porém, em 1979 o MIS (Museu da Imagem e do Som do Paraná) assumiu o evento.
Em 1983 a Fundação Teatro Guaíra oficializou o Troféu Gralha Azul e instituiu o Prêmio Governador do Estado (prêmio em dinheiro). Nos últimos anos o troféu é entregue no Festival de Teatro de Curitiba para os melhores do teatro curitibano.